# Selaginella brachystachya
Selaginella brachystachya är en mosslummerväxtart som först beskrevs av William Jackson Hooker och Grev., och fick sitt nu gällande namn av Antoine Frédéric Spring. Selaginella brachystachya ingår i släktet mosslumrar, och familjen mosslummerväxter. Inga underarter finns listade i Catalogue of Life.